# العبودية بين الأمريكيين الأصليين في الولايات المتحدة
تشمل العبودية بين الأمريكيين الأصليين في الولايات المتحدة، كلًا من العبودية التي مارسها الأمريكيون الأصليون وتلك التي طُبقت عليهم داخل ما يُعرف حاليًا بالولايات المتحدة.
انتشرت المناطق القبلية وتجارة الرقيق على الحدود الحالية. احتجزت بعض القبائل الأمريكية الأصلية أسرى الحرب كعبيد قبل وأثناء فترة الاستعمار الأوروبي. قُبض على بعض الأمريكيين الأصليين وبيعوا من قبل آخرين ليتحولوا إلى عبيد لدى الأوروبيين، في حين قُبض على آخرين وبيعوا من قبل الأوروبيين أنفسهم. تبنى عدد قليل من القبائل ممارسة احتجاز العبيد كملكية منقولة في أواخر القرنين الثامن عشر والتاسع عشر، إلى جانب احتجاز أعداد متزايدة من العبيد الأمريكيين من أصل أفريقي.
غير التأثير الأوروبي بشكل كبير من العبودية التي يستخدمها الأمريكيون الأصليون، إذ كانت أشكال العبودية قبل الاتصال مختلفة بشكل عام عن العبودية المنقولة التي طورها الأوروبيون في أمريكا الشمالية خلال الفترة الاستعمارية. فقد داهمت القبائل بعضها بغرض جمع العبيد وبيعهم للأوروبيين، مما أدى إلى قيام حروب مدمرة فيما بينهم وبين الأوروبيين أيضًا.

## تقاليد العبودية التي مارسها الأمريكيون الأصليون
مارست العديد من القبائل الأمريكية الأصلية شكلًا من أشكال العبودية قبل إدخال أوروبا للعبودية الأفريقية في أمريكا الشمالية.

### الفرق في العبودية قبل وبعد الاتصال
كان هناك اختلافات بين العبودية التي مورست في عصر ما قبل الاستعمار بين الأمريكيين الأصليين، والعبودية التي مارسها الأوروبيون بعد الاستعمار. في حين أن العديد من الأوروبيين نظروا في نهاية المطاف إلى العبيد من أصل أفريقي على أنهم أقل شأنًا من الناحية العرقية، أخذ الأمريكيون الأصليون العبيد من مجموعات أخرى من الأمريكيين الأصليين أيضًا، وبالتالي اعتبروهم أقل شأنا من الناحية العرقية.
هناك اختلاف آخر يتمثل في كون الأمريكيين الأصليين لم يشتروا أو يبيعوا الأسرى في الحقبة قبل الاستعمارية، رغم أنهم تبادلوا أحيانًا الأفراد المستعبدين مع قبائل أخرى مقابل استرداد أسراهم. سُمح للعبيد الأمريكيين الأصليين في بعض الحالات، بالعيش على هامش المجتمع الأمريكي الأصلي حتى يجري دمجهم في القبيلة ببطء. قد لا تنطبق كلمة «العبد» بدقة على مثل هؤلاء الأسرى.
عندما اتصل الأوروبيون مع الأمريكيين الأصليين، بدأوا بالمشاركة في تجارة العبيد. حاول الأمريكيون الأصليون، خلال لقاءاتهم الأولى مع الأوروبيين، استخدام الأسرى من القبائل العدوة لهم، «كطريقة لعب إحدى القبائل ضد أخرى» في لعبة غير ناجحة من التقسيم والغزو.

### معاملة العبيد ووظيفتهم
استعبدت مجموعات الأمريكيين الأصليين في كثير من الأحيان أسرى الحرب، الذين استخدموهم في المقام الأول للأعمال البسيطة. مع ذلك، فإن البعض الآخر قامروا بأنفسهم عندما لم يكن لديهم شيء آخر، مما وضعهم في حالة عبودية لفترة قصيرة، أو في بعض الحالات مدى الحياة، وقد تعرض بعض الأسرى للتعذيب في بعض الأحيان كجزء من الطقوس الدينية، التي كانت تنطوي أحيانًا على طقوس أكل لحوم البشر. باع بعض الأمريكيين الأصليين أطفالهم خلال أوقات المجاعة بشكل مؤقت، للحصول على الطعام.
اختلفت الطرق التي عومل بها الأسرى بين الجماعات الأمريكية الأصلية بشكل كبير. يمكن استعباد الأسرى مدى الحياة أو قتلهم أو تبنيهم. في بعض الحالات، تُبني الأسرى فقط بعد فترة من العبودية، فمثلًا، تبنت شعوب الإيراكوي (ليست فقط قبائل الإيراكوي) الأسرى في كثير من الأحيان، ولكن ولأسباب دينية، كانت هناك مراحل وإجراءات والعديد من المواسم عندما تؤجل حالات التبني هذه حتى الأوقات الروحية المناسبة.
تبنت القبائل الجديدة الأسرى في كثير من الحالات، ليحلوا مكان المحاربين الذين قُتلوا خلال الغارات. خضع الأسرى من المحاربين لتشويه شعائري أو تعذيب قد ينتهي بالموت، كجزء من طقوس الحزن الروحي لأقارب أولئك الذين قُتلوا في المعركة. كان من المتوقع أن يؤدي المتبنون أدوارًا اقتصادية وعسكرية وعائلية لأحباء المتوفين، ويأخذوا المكانة الاجتماعية لأقربائهم ويحافظوا بذلك على قوة الروح القبلية.
سُمح للأفراد الذين أُسروا الاندماج في القبيلة في بعض الأحيان، وكونوا لاحقًا عائلات داخل القبيلة. عامل شعب المسكوكي، المشاركين في هذه الممارسة والممتلكين للنظام الأمومي، الأطفال المولودين من العبيد والنساء المسكوكيين كأفراد كاملي العضوية في عشائر أمهاتهم وفي القبيلة، حيث أن الملكية والقيادة الوراثية تمر عبر سلالة الأم. تنص إحدى الممارسات الثقافية لشعوب الإيراكوي، المتجذرة أيضًا في النظام الأمومي الذي يتساوى فيه الرجال والنساء، على أنه يمكن لأي طفل أن يحصل على الوضع الذي تحدده عشيرة الأم. عادة ما تأخذ القبائل النساء والأطفال كأسرى بغرض التبني، إذ يميل هؤلاء إلى التكيف مع الحياة الجديدة بسهولة أكبر .
احتفظت العديد من القبائل بالأسرى كرهائن مقابل المال، ومارست قبائل مختلفة عبودية الدين أو العبودية المفروضة على أفراد القبائل من مرتكبي الجرائم الذين يمكنهم استعادة الوضع القبلي الكامل عندما يفون بالتزاماتهم تجاه المجتمع القبلي. شكل الحصول على السجناء اهتمامًا كبيرًا للمحاربين الأمريكيين الأصليين في مختلف القبائل، لأن هذا كان سببًا في اعتبارهم شجعانًا. شملت القبائل الأخرى التي اهتمت بامتلاك العبيد في أمريكا الشمالية كلًا من الكومانشي من تكساس والأيراكوي من جورجيا ومجتمعات الصيد مثل اليوروك الذين عاشوا في شمال كاليفورنيا والباوني والكلاماث. عندما تأسست سانت أوغسطس، فلوريدا عام 1565، كان الموقع قد سبق واستعبد الأمريكيين الأصليين الذين هاجر أسلافهم من كوبا. عُرفت الهايدا والتلينغيت، اللتان عاشتا على طول الساحل الجنوبي الشرقي في ألاسكا، تقليديًا باسم المحاربين الشرسين وتجار العبيد، الذين وصلت غزواتهم حتى كاليفورنيا. كانت العبودية في مجتمعاتهم وراثية، إذ بعد أن يؤخذ العبيد كأسرى في الحرب، كان مصير أطفالهم أن يكونوا عبيدًا أيضًا. كان ربع السكان من بين بعض القبائل شمال غرب المحيط الهادئ عبيدًا. قُبض على العبيد عادة بعد الغارات التي شُنت على قبائل العدو أو بعد شرائهم من أسواق العبيد التي تُقام بين القبائل. يمكن أن يُقتل العبيد في حفلات توزيع الخيرات والهبات التي يٌقيمها الزعيم (المضيف) من أجل ضمان مكانته الاجتماعية وفرض الاعتراف به من طرف الضيوف والتي تُسمى (البوتلاش)، للدلالة على ازدراء أصحاب الملكية.

## الاستعباد الأوروبي للأمريكيين الأصليين
غير الأمريكيون الأصليون ممارستهم للعبودية بشكل كبير عند وصول الأوروبيين كمستوطنين إلى أمريكا الشمالية. بدأ الأمريكيون الأصليون ببيع أسرى الحرب للأوروبيين بدلًا من دمجهم في مجتمعاتهم الخاصة كما فعل البعض سابقًا.
استُعبد الأمريكيون الأصليين من قبل الإسبان في فلوريدا والجنوب الغربي بموجب أدوات قانونية مختلفة. كان نظام إينكوميندا، أحد هذه الأدوات، إذ حُظرت نظم الإينكوميندا الجديدة في القوانين الجديدة لعام 1542، مع استمرار القديمة منها، وأُلغيت قيود 1542 عام 1545.
مع ازدياد الطلب على العمالة في جزر الهند الغربية بسبب زراعة قصب السكر، صدر الأوربيون الأمريكيين الأصليين المستعبدين إلى «جزر السكر». يقدر المؤرخ آلان غالاي أنه ما بين عامي 1670 و1715، صُدر نحو 24000 إلى 51000 من الأمريكيين الأصليين المأسورين عبر موانئ كاليفورنيا، كان أكثر من نصفهم (15000- 30000) قد جُلبوا من ما عُرف حينها بفلوريدا الإسبانية. فاقت هذه الأعداد، عدد الأفارقة المستورَدين إلى كاليفورنيا خلال نفس الفترة الزمنية.